# 天主教梅斯教区
天主教梅斯教區（拉丁語：Dioecesis Metensis）是法國一個羅馬天主教教區。
教區管轄摩澤爾省。2010年有教友829,000人，佔轄區總人口81.0%。教區下轄649個堂區，有443名司鐸。現任教區主教為若望-基多福·拉格萊澤，輔理主教為若望-伯多祿·維勒曼，榮休主教為伯多祿·拉凡。
教區於3世紀成立，1801年11月29日重建。1874年6月14日起直屬聖座。